# Централен Анадол
Регион Централен Анадол (на турски: İç Anadolu Bölgesi) е един от седемте географски региони на Турция.
Областта е разположена в централната част на Мала Азия и е разделена на 13 вилает (иилове), както следва:
- Анкара
- Кония
- Кайсери
- Ескишехир
- Сивас
- Къръккале
- Аксарай
- Караман
- Кършехир
- Нигде
- Невшехир
- Йозгат
- Чанкъръ